# Odilo Engels
Odilo Engels (Rheydt, 24 d'abril del 1928 – Erftstadt-Lechenich, 26 de febrer del 2012) fou un medievalista alemany.
Criat en una família catòlica, el 1946 obtingué el seu Abitur a Mönchengladbach i entre el 1947 i el 1949 estudià Història i Teologia a Bonn i Münster. El 1954 es doctorà a Bonn amb Walther Holtzmann amb la tesi Johannes von Gaeta als Hagiograph. Una beca de la Societat Görres li permeté continuar la seva recerca a Barcelona i centrar-se en la història d'Espanya durant l'edat mitjana, especialment de la Marca Hispànica. A Friburg fou editor del Lexikon für Theologie und Kirche. El 1969, aconseguí la seva habilitació a la Universitat de Múnic amb l'obra Schutzgedanke und Landesherrschaft im östlichen Pyrenäenraum: (9.–13. Jahrhundert). Engels treballà de professor particular a Múnic i, seguidament, fou catedràtic d'Història Medieval a la Universitat de Colònia entre el 1971 i la seva jubilació el 1993. Rebutjà un càrrec a la Universitat de Friburg de Brisgòvia. Al semestre d'estiu del 1989, ocupà la càtedra de Professor Visitant Otto von Freising a la Universitat Catòlica d'Eichstätt. Entre els seus estudiants hi hagué Georg Gresser, Manfred Groten, Rolf Große, Johannes Laudage, Gerhard Lubich, Sebastian Scholz, Ludwig Vones i Stefan Weinfurter. El 1995 fou substituït per Tilman Struve a la Universitat de Colònia.
Engels estudià la història dels Països Catalans des del període carolingi fins al segle xiii. El 1989 publicà Reconquista und Landesherrschaft. Studien zur Rechts- und Verfassungsgeschichte Spaniens im Mittelalter, que esdevingué una obra de referència.